# تپه گورستان چای‌لی‌تپه
تپه قبرستان چای لی تپه مربوط به سده‌های اولیه دوران‌های تاریخی پس از اسلام است و در شهرستان بوئین‌زهرا، بخش آوج، روستای دشتک واقع شده و این اثر در تاریخ ۱۹ اسفند ۱۳۸۰ با شمارهٔ ثبت ۴۹۵۸ به‌عنوان یکی از آثار ملی ایران به ثبت رسیده است.